# Je veux manger ton pancréas (film)
Pour l'œuvre d'origine, voir Je veux manger ton pancréas.
Pour plus de détails, voir Fiche technique et Distribution.
Je veux manger ton pancréas (君の膵臓をたべたい, Kimi no suizō o tabetai) est un film dramatique japonais réalisé par Shō Tsukikawa (ja), sorti en 2017. Il s'agit d'une adaptation du roman homonyme de Yoru Sumino,.

## Synopsis
Un lycéen Haruki Shiga (Takumi Kitamura) trouve le journal intime d'une camarade appelée Sakura Yamauchi (Minami Hamabe) qui souffre d'une maladie du pancréas. Il apprend à la connaître brièvement avant qu'elle ne meure.
Douze ans plus tard, suivant les conseils de Sakura, le lycéen (Shun Oguri) est devenu professeur dans son ancien lycée. Kyoko (Keiko Kitagawa), l'une des anciennes amies de Sakura, se marie et tous deux se remémorent les moments passés avec Sakura.

## Fiche technique
- Titre original : Kimi no suizō o tabetai (君の膵臓をたべたい?)
- Titre international : Let Me Eat Your Pancreas
- Œuvre originale : Kimi no suizō o tabetai par Yoru Sumino (publié par Futabasha)
- Réalisation : Shō Tsukikawa (ja)
- Scénario : Tomoko Yoshida
- Producteur : Akira Kanbe
- Musique : Suguru Matsutani
- Chanson thème : Himawari (ja) du groupe Mr. Children
- Société de production : Tōhō
- Pays de production :  Japon
- Langue : japonais
- Format : couleur
- Durée : 115 minutes
- Dates de sortie : 
  - Japon : 28 juillet 2017
  - Singapour : 14 septembre 2017[4]
  - Malaisie : 5 octobre 2017[5]
  - Taiwan : 6 octobre 2017[6]
  - Corée du Sud : 25 octobre 2017[7]
  - Hong Kong/Macao : 11 novembre 2017[8]

## Distribution

### De nos jours
- Shun Oguri : Le lycéen devenu professeur
- Keiko Kitagawa : Kyoko
- Yusuke Kamiji (en) : Kazuharu Miyata (Gamu-kun)
- Daichi Morishita : Kuriyama
- Satomi Nagano: La mère de Sakura

### Dans leur jeunesse
- Takumi Kitamura : Le lycéen
- Minami Hamabe : Sakura Yamauchi
- Karen Otomo : Kyoko
- Yuma Yamoto : Gamu-kun
- Dōri Sakurada : Le délégué (Takahiro)

## Accueil
Le film a totalisé 3,52 milliards de yens (environ 26 520 602 €) au box-office japonais de 2017.

## Distinctions
| Award                            | Catégorie                              | Nomination                  | Résultat   |
| -------------------------------- | -------------------------------------- | --------------------------- | ---------- |
| 42e Hōchi Film Awards            | Meilleur film                          | Je veux manger ton pancréas | Nomination |
| 42e Hōchi Film Awards            | Meilleur second rôle masculin          | Shun Oguri                  | Nomination |
| 42e Hōchi Film Awards            | Meilleur espoir                        | Minami Hamabe               | Lauréat    |
| 42e Hōchi Film Awards            | Meilleur espoir                        | Takumi Kitamura             | Lauréat    |
| 30e Nikkan Sports Film Awards    | Meilleur film                          | Je veux manger ton pancréas | Nomination |
| 30e Nikkan Sports Film Awards    | Meilleure actrice                      | Minami Hamabe               | Nomination |
| 30e Nikkan Sports Film Awards    | Meilleur espoir                        | Minami Hamabe               | Lauréat    |
| 30e Nikkan Sports Film Awards    | Meilleur espoir                        | Takumi Kitamura             | Nomination |
| 72e Prix du film Mainichi        | Meilleur nouvel acteur                 | Takumi Kitamura             | Nomination |
| 72e Prix du film Mainichi        | Meilleure nouvelle actrice             | Minami Hamabe               | Nomination |
| 60e Blue Ribbon Awards           | Meilleur film                          | Je veux manger ton pancréas | Nomination |
| 60e Blue Ribbon Awards           | Meilleur second rôle masculin          | Shun Oguri                  | Nomination |
| 60e Blue Ribbon Awards           | Meilleur espoir                        | Minami Hamabe               | Nomination |
| 60e Blue Ribbon Awards           | Meilleur espoir                        | Takumi Kitamura             | Nomination |
| 27e Prix du Film du Tokyo Sports | Meilleur espoir                        | Minami Hamabe               | Nomination |
| 27e Prix du Film du Tokyo Sports | Meilleur espoir                        | Takumi Kitamura             | Nomination |
| 41e Japan Academy Prize          | Japan Academy Prize du film de l'année | Je veux manger ton pancréas | Nomination |
| 41e Japan Academy Prize          | Espoir de l'année                      | Minami Hamabe               | Lauréat    |
| 41e Japan Academy Prize          | Espoir de l'année                      | Takumi Kitamura             | Lauréat    |